# Mendelssohn-Bartholdy-Park (métro de Berlin)
Mendelssohn-Bartholdy-Park est une station de la ligne 2 du métro de Berlin, dans le quartier de Tiergarten.

## Géographie
La station se situe près du parc baptisé en hommage au compositeur Felix Mendelssohn, au nord du Landwehrkanal, entre Reichpietschufer, Köthener Straße, Bernburger Straße et la Gabriele-Tergit-Promenade.

## Histoire
La ligne 2 voit sa construction interrompue par l'élévation du mur de Berlin entre les stations Gleisdreieck à l'ouest et Potsdamer Platz à l'est. Cela rend inutilisable la ligne ferroviaire aérienne vers Nollendorfplatz pour le métro ; à la place, elle devient un M-Bahn sur laquelle passe un train à sustentation magnétique.
À la suite de la chute du mur, on peut relier les deux stations. Le Ministère fédéral des Transports monte un projet.
La ligne ferroviaire aérienne entre Gleisdreieck et Potsdamer Platz est construite après la réparation de l'armature d'acier datant de l'après-guerre. La rampe est pivotée d'environ 100 m au nord et l'embouchure est créée.
En 1998, la station est prévue pour un quartier Daimler, le groupe de construction présente son projet pour la station. La BVG refuse ce projet à cause d'un coût trop élevé et finance elle-même la station à hauteur de 11 millions de marks au lieu de 20. La jonction se fait le 27 juillet.
Le 2 octobre 1998 ouvre la 169e station du métro de Berlin.

## Correspondances
La station de métro a une correspondance avec la ligne de métro-bus 29 de la Berliner Verkehrsbetriebe.